# 美国入籍考试
美国入籍考试（American Civics Test /US Civics Test /American Citizenship Test/ US Citizenship Test）是所有移民為获得美国公民身份而必须通过的考试。该考试以英语口語形式进行，考生必须达到60%的正確率才能顺利通过考試。美国公民及移民服务局每年會準備100道公民题，涉及美国历史、宪法和政府。美国公民及移民服务局會從中隨機抽取10道題目要求移民回答，答對6道才算通過。而在2020年，美国入籍考试難度增大。公民题總題目數量增加至128道，移民回答的題目也增加至20道，並且必須答對12题才算通過，但這項政策被拜登政府廢除，回復至100題題庫。